# Coleophora caliacraella
Coleophora caliacraella é uma espécie de mariposa do gênero Coleophora pertencente à família Coleophoridae.